# آسيا سيدهم
آسيا سيدهم (ولدت في 25 ديسمبر 1996)؛هي لاعبة كرة قدم دولية جزائرية الأصل؛ تلعب في مركز لاعب خط الوسط للمنتخب النسوي الجزائري لكرة القدم . مثلت الجزائر في كأس الأمم الأفريقية للسيدات 2018 ، حيث خاضت مباراتين خلال فترة البطولة.